# الیندال (ویرجینیای غربی)
الیندال، غرب ویرجینیا (به انگلیسی: Allendale, West Virginia) یک منطقهٔ مسکونی در ایالات متحده آمریکا است که در ویرجینیای غربی واقع شده‌است.

## خصوصیات
الیندال ۳۸۸٫۰۲ متر بالاتر از سطح دریا واقع شده‌است.